# Ašer Grunis
Ašer Dan Grunis (hebrejsky: אשר דן גרוניס, narozený 17. ledna 1945) je předseda izraelského Nejvyššího soudu. Do funkce byl jmenován 28. února 2012 a nahradil v ní Dorit Bejnišovou. V minulosti působil jako děkan právnické fakulty Telavivské univerzity a distriktní soudce.

## Biografie
Narodil se v Tel Avivu v někdejší britské mandátní Palestině a v letech 1962 až 1965 sloužil v izraelské armádě. V roce 1968 získal titul bakaláře práv (LL.B.) na Hebrejské univerzitě v Jeruzalémě a o rok později byl přijat do izraelské právnické komory. V roce 1972 se stal magistrem práv (LL.M.) na University of Virginia ve Spojených státech. Doktorát z práv získal na Osgoode Hall Law School v Kanadě. V letech 1988 až 1996 byl soudcem distriktního soudu v Beerševě, posléze do roku 2002 soudcem telavivského distriktního soudu. Od roku 2003 byl soudcem izraelského Nejvyššího soudu a od února 2012 je jeho předsedou.